# Polygonum angustifolium
Polygonum angustifolium là một loài thực vật có hoa trong họ Rau răm. Loài này được Pall. miêu tả khoa học đầu tiên năm 1776.